# الدوري الجنوبي لكرة القدم 1937–38
الدوري الجنوبي لكرة القدم 1937–38 (بالإنجليزية: 1937–38 Southern Football League)‏ هو موسم من الدوري الجنوبي الممتاز. فاز فيه نادي غيلفورد سيتي.